# Гвіздув (Люблінське воєводство)
Гвіздув (пол. Gwizdów) — село в Польщі, у гміні Модлібожиці Янівського повіту Люблінського воєводства.
Населення — 74 особи (2011).
У 1975-1998 роках село належало до Тарнобжезького воєводства.

## Демографія
Демографічна структура станом на 31 березня 2011 року:
|          | Загалом | Допрацездатний вік | Працездатний вік | Постпрацездатний вік |
| -------- | ------- | ------------------ | ---------------- | -------------------- |
| Чоловіки | 40      | 6                  | 28               | 6                    |
| Жінки    | 34      | 2                  | 20               | 12                   |
| Разом    | 74      | 8                  | 48               | 18                   |